# Aarveld-Bekkerveld
Aarveld-Bekkerveld, of kortweg Bekkerveld, is een wijk in de gemeente Heerlen in de Nederlandse provincie Limburg. De wijk telt 2700 inwoners (2008) en beslaat een oppervlakte van 59 hectare.
De wijk ligt ten zuiden van het stadscentrum. Aan de westzijde wordt de wijk begrensd door de provinciale weg 281, aan de noordzijde door de Welterlaan, Burgemeester Gijzelslaan en Ruys de Beerenbroucklaan, aan de oostzijde door de Sint-Franciscusweg en de Bongaertslaan en in het zuiden door de Burgemeester Waszinkstraat en de Caumerbeeklaan.
In het noorden ligt de wijk Heerlen-Centrum, in het oosten de wijk Molenberg, in het zuiden de wijk Caumerveld-Douve Weien en in het westen Welten-Benzenrade.
De wijk bestaat uit twee buurten:
- Aarveld (westelijk deel)
- Bekkerveld (oostelijk deel)

De twee buurten worden van elkaar gescheiden door de Benzenraderweg.
In de wijk staan de Talmakerk en de Sint-Annakerk. Verder is het voorzien van de voetbalvereniging RKSV Bekkerveld, twee basisscholen en ligt het pal aan het centrum.
De weg langs deze wijk leidt zowel naar het Thermenmuseum als de stadsschouwburg.
Stadsdelen: Heerlerbaan · Heerlerheide · Heerlen-Stad · Hoensbroek

Wijken: Aarveld-Bekkerveld · De Beitel · Caumerveld-Douve Weien · Eikenderveld · Heerlen-Centrum · Heerlerbaan-Oost · Heerlerbaan-West · Passart · De Hei · Heksenberg · Hoensbroek-De Dem · De Koumen · Maria-Gewanden-Terschuren · Mariarade · Meezenbroek-Schaesbergerveld · Molenberg · Nieuw Lotbroek · Rennemig-Beersdal · Schandelen-Grasbroek · Vrieheide-De Stack · Welten-Benzenrade · Woonboulevard-Ten Esschen · Zeswegen-Nieuw Husken

Buurtschappen en gehuchten: De Euren · Heihoven · Imstenrade · Schurenberg · Terschuren

Limburg: Steden en dorpen      Nederland: Provincies · Gemeenten